# Кожухово (Юго-Восточный административный округ)
Кожу́хово — бывшая деревня, существовавшая к югу от Москвы и в 1923 году включённая в её состав. Вошла в историю как место Кожуховских манёвров Петра I Великого осенью 1694 года. Вблизи Кожухова располагались Тюфелева роща и Сукино болото.

## Происхождение названия
Название «Кожухово» происходит от неканонического имени Кожух или фамилии Кожухов. В 1489 году упомянут митрополичий дьяк Родион Кожух, его сын Яков Кожухов был митрополичьим дьяком в 1499—1501 годах.

## История
Деревня известна с XV века: в своей духовной грамоте не позднее 1499, в то время (перед опалой) наместник Москвы Иван Юрьевич Патрикеев, наделил сыну своему старшему Василию (в постриге известный инок Вассиан), «луга свои на реке на Москве, понеже Кожухова, в бродах угодья, да стога, что есть мы купили у Симонова монастыря, да у Андроньевского мнтря, да у Богоявленского монастыря...» и т. д.
27 сентября (7 октября) — 17 октября (27 октября) 1694 были проведены манёвры русских войск, организованные Петром I более известные как Кожуховский поход.
В 1908 году была открыта станция Кожухово Малого кольца Московской железной дороги. Находящаяся между о.п. Автозаводская и ЗиЛ Московского центрального кольца, Сукино болото пересекла окружная железная дорога со станцией Угрешская.
С 1923 года включена в состав Москвы. В 1928 году был переименован ряд улиц деревни: Ветровская улица, названная по фамилии домовладельца, была переименована в Кожуховскую (1-ю Кожуховскую), проезд «Хива», названный по располагавшемуся там ранее кабачку, стал 2-й Кожуховской улицей, улица Живина была переименована в улицу Сайкина и т.п. В 1929 года введена в эксплуатацию Кожуховская станция аэрации, которая работала до 1970 года. До этого в период индустриализации, в конце XIX века в Сукино болото спускались сточные воды города, для чего в 1898 году был проложен трубопровод, идущий до Люблинских полей орошения.
Деревня исчезла в 1940-е годы при застройке района.
В 1950—70-х годах Кожухово стало районом массового жилищного строительства (автор проекта застройки архитектор М. И. Синявский и др.).
Название сохранилось в наименовании 5—7-й Кожуховских улиц, 1—3-го Кожуховских проездов, станции метро «Кожуховская», Кожуховского пруда.